# Elektron T19
Die Oberleitungsbusse (O-Busse / Trolleybusse) der Bauart Elektron T19 (ukrainisch Електрон Т19, englisch Electron T19) werden seit 2014 bei Elektrontrans in Lwiw (Ukraine) gebaut.
Elektrontrans wurde 2011 in Lwiw als Joint Venture der ukrainischen Unternehmen Elektron und Awtotechnoproekt sowie des deutschen Unternehmens TransTec Vetschau gegründet, um Stadtverkehrsfahrzeuge herzustellen. 2013 wurde der Prototyp des Straßenbahn-Triebwagens Elektron T5L64 vorgestellt, der seitdem bei der Straßenbahn in Lwiw zum Einsatz kommt. Zusammen mit einem weiteren Straßenbahnprototyp, dem kürzeren Typ T3L44, wurde im August 2014 auch der erste Oberleitungsbus des Typs T19 vorgestellt. Zunächst wurde nur der Untertyp T19101 gebaut, ab 2015 auch der Untertyp T19102. Die Untertypen unterscheiden sich in der elektrischen Ausstattung.
Im Jahr 2015 nahm Elektron in Lviv seinen ersten E-Bus Prototypen Е19101 in Betrieb. Dieser elektrische Bus verfügt über eine Reichweite von bis zu 200 km. Allerdings sollte er nicht die Geschwindigkeit von 70 km/h überschreiten.
Der erste Elektron T19 kam beim Oberleitungsbusbetrieb in Lwiw ab Oktober 2014 mit der Betriebsnummer 114 zum Einsatz.
Der Elektron T19 ist ein vollständig niederfluriger Oberleitungsbus mit drei Einstiegen. Die Karosserie ist aus Edelstahl aufgebaut, die Verkleidung besteht aus glasfaserverstärktem Kunststoff. Fahrerplatz und Fahrgastraum sind klimatisiert. Der T19 kann auf einer Strecke bis zu 3000 Metern ohne Oberleitung fahren.
Im Dezember 2014 wurden zwei weitere T19101 für den Oberleitungsbusbetrieb in Chmelnyzkyj gebaut, sie kommen dort seit April 2015 mit den Betriebsnummern 011 und 012 zum Einsatz. Bei beiden Obussen wurde im Juni 2015 die werkseitig eingebaute Nutzbremse durch Rheostaten ersetzt.
2015 wurden drei O-Busse des neuen Untertyps T19102 nach Lwiw geliefert. 2016 kam zunächst noch ein weiterer T19101 hinzu, später noch fünf T19102. Chmelnyzkyj beschaffte keine weiteren Elektron T19.
Ein Versuchseinsatz in Riwne war vorgesehen, kam aber bisher nicht zustande.
Elektrontrans bietet unter der Bezeichnung „Elektron E19“ auch einen weitgehend baugleichen Elektrobus für den Einsatz ohne Oberleitung an. Hiervon wurde jedoch nur ein einziges Exemplar gebaut, es ist seit 2016 in Lwiw im Einsatz.

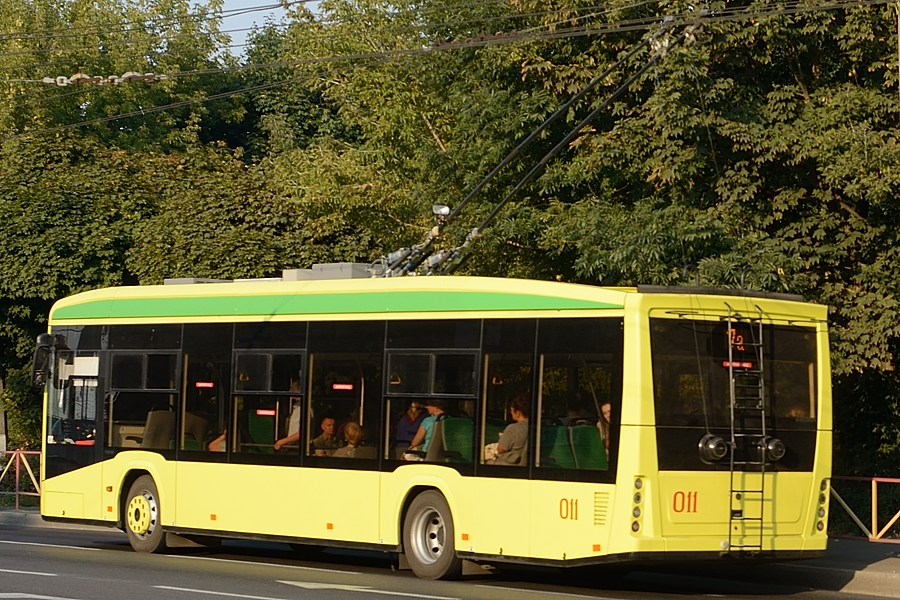
Heckansicht des Elektron T19101 011 in Chmelnyzkyj, 2015

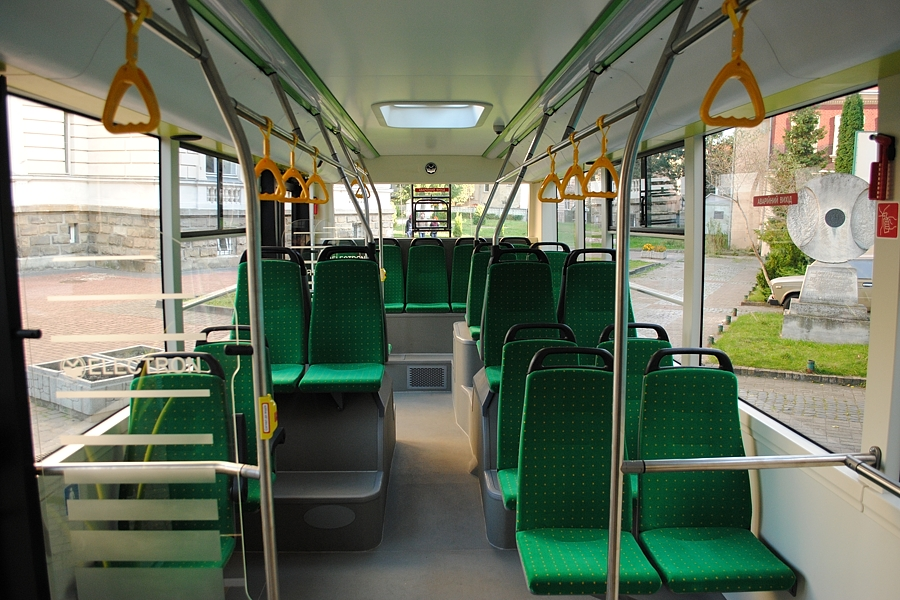
Innenraum eines Elektron T19101, 2014

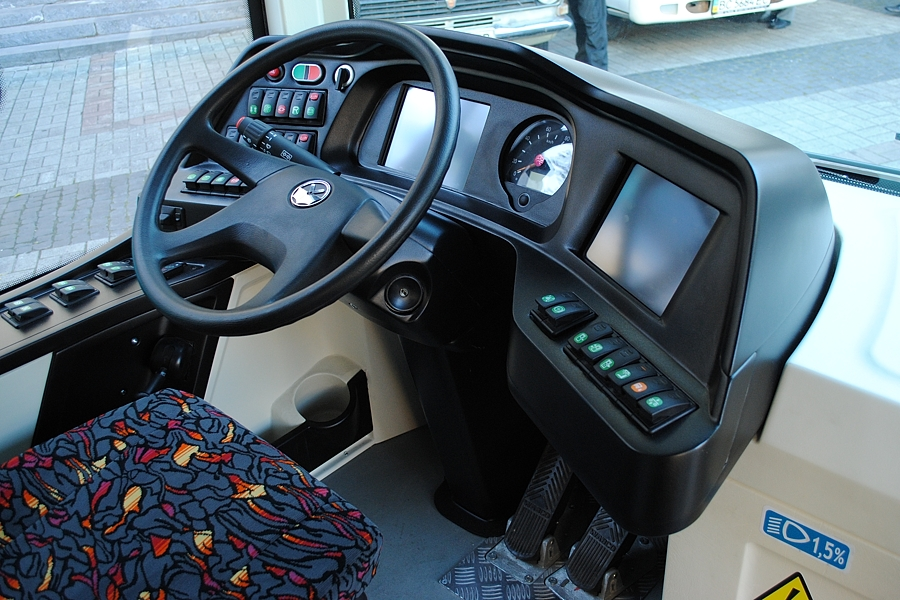
Fahrerplatz eines Elektron T19101, 2014